# امین جعفری

امین جعفری (زادهٔ ۱۳۵۲ در همدان) مدیر فیلم‌برداری سینمای ایران و فارغ‌التحصیل رشتهٔ کارگردانی سینما از دانشگاه سوره است. او با فیلم‌سازان برجسته‌ای چون جعفر پناهی، مجید برزگر، بهنام بهزادی و پناه پناهی همکاری داشته است.
فیلم‌هایی که جعفری مدیریت فیلم‌برداری آن‌ها را بر عهده داشته، در جشنواره‌های معتبر جهانی حضور یافته و جوایز متعددی کسب کرده‌اند؛ از جمله فیلم یک تصادف ساده (۲۰۲۵) به کارگردانی جعفر پناهی که برندهٔ نخل طلای جشنواره فیلم کن شد، و جاده خاکی (۲۰۲۱) به کارگردانی پناه پناهی که جوایزی چون بهترین فیلم جشنواره فیلم لندن و جایزهٔ بهترین مشارکت سینمایی در جشنواره فیلم دریای سرخ را دریافت کرد.
از دیگر آثار شاخص او می‌توان به فیلم‌های خرس نیست (برندهٔ جایزه ویژه هیئت داوران جشنواره ونیز)، سه رخ (برندهٔ جایزه بهترین فیلمنامه جشنواره کن)، پرویز (برندهٔ جوایز بین‌المللی در پوسان، کرالا و سن‌سباستین) و قصیده گاو سفید (نامزد خرس طلایی برلین) اشاره کرد.

## مدیر فیلم‌برداری فیلمهای سینمایی
یک تصادف ساده (۱۴۰۴)
خجالت نکش ۲ (۱۴۰۳)
خاطرات بندباز (۱۴۰۱)
خرس نیست (۱۴۰۱)
قصه شمرون (۱۴۰۰)
لاک‌پشت و حلزون (۱۳۹۹)
جاده خاکی (۱۳۹۹)
صحنه‌زنی (۱۳۹۹)
قصیده گاو سفید (۱۳۹۸)
روز بلوا (۱۳۹۸)
من می‌ترسم (۱۳۹۷)
روسی (۱۳۹۶)
سه رخ (۱۳۹۷)
آندرانیک (۱۳۹۶)
همه‌چی عادیه (۱۳۹۵)
آزاد به قید شرط  (۱۳۹۵)
رقص پا (۱۳۹۵)
بی‌نامی (۱۳۹۵)
طبل (۱۳۹۵)
جاودانگی (۱۳۹۴)
جانسودا (۱۳۹۳)
مردی که اسب شد (۱۳۹۳)
یک شهروند کاملاً معمولی (۱۳۹۳)
برف (۱۳۹۲)
پرویز (۱۳۹۱)
قاعده تصادف (۱۳۹۱)
فصل باران‌های موسمی (۱۳۸۸)

## بخشی از افتخارات فیلم‌ها با فیلم‌برداری امین جعفری
یک تصادف ساده ‎(۲۰۲۵)  برنده نخل طلا – جشنواره فیلم کن ۲۰۲۵
تابستان با امید ‎(۲۰۲۲)  برنده کریستال گلوب (بهترین فیلم) – جشنواره بین‌المللی فیلم کارلووی‌واری ۲۰۲۲  جایزه «بهترین فیلم‌برداری» (Best Cinematography) جشنواره Fine Arts Film Festival – ایالات متحده، ۲۰۲۳
خرس نیست ‎(۲۰۲۲)  برنده جایزه ویژه هیئت داوران – جشنواره فیلم ونیز ۲۰۲۲  برنده «Award for Cinematic Bravery» – جشنواره بین‌المللی فیلم شیکاگو ۲۰۲۲
قصه شمیران ‎(A Tale of Shemroon, ۲۰۲۲)  برنده Étoile d'Or (جایزه بزرگ) – جشنواره بین‌المللی فیلم مراکش ۲۰۲۲
جاده خاکی ‎(۲۰۲۱)  برنده بهترین فیلم – جشنواره فیلم لندن ۲۰۲۱  برنده Silver Screen Award (بهترین فیلم آسیایی) – جشنواره بین‌المللی فیلم سنگاپور ۲۰۲۱  برنده Golden Gate Award – جشنواره بین‌المللی فیلم سان‌فرانسیسکو ۲۰۲۲  برنده SIGNIS Award – جشنواره بین‌المللی فیلم مار دل پلاتا ۲۰۲۱  «Best Cinematic Contribution» – جشنواره فیلم دریای سرخ ۲۰۲۱ (Amin Jafari – Cinematographer)
قصیده گاو سفید ‎(۲۰۲۱)  نامزد خرس طلایی (Golden Berlin Bear) – جشنواره بین‌المللی فیلم برلین ۲۰۲۱
سه رخ ‎(۲۰۱۸)  برنده بهترین فیلمنامه – جشنواره فیلم کن ۲۰۱۸
طبل ‎(۲۰۱۶)  برنده جایزه بهترین فیلم‌برداری – جشنواره بین‌المللی فیلم سلیمانیه (Slemani IFF) – عراق، ۲۰۱۶  دعوت رسمی به بخش رقابتی «هفته منتقدان» – جشنواره فیلم ونیز (Venice Critics’ Week) – ایتالیا، ۲۰۱۶  
پرویز ‎(۲۰۱۲)  برنده New Directors Award (Special Mention) – جشنواره بین‌المللی فیلم سن‌سباستین ۲۰۱۲  برنده Golden Crow Pheasant (بهترین فیلم) – جشنواره بین‌المللی فیلم کرالا ۲۰۱۳  دریافت «Best Cinematography» از جشنواره ایرانیان سان‌فرانسیسکو ۲۰۱۳ (San Francisco Iranian Film Festival)
فصل باران‌های موسمی (۲۰۱۰)  برنده – جایزه بهترین کارگردانی
```
 • پنجمین جشنواره فیلم «دیدار» (Dushanbe Didar IFF)، دوشنبه، تاجیکستان – اکتبر ۲۰۱۰  
```

تقدیر ویژه هیئت داوران (Jury’s Special Mention Award)
```
 • سی‌وچهارمین جشنواره بین‌المللی فیلم سائو پائولو، برزیل – ۲۰۱۰  
```

نامزد – جایزه «گلدن زِنیت» بهترین فیلم اول (Golden Zenith)
```
 • جشنواره جهانی فیلم مونترآل، کانادا – ۲۰۱۰  
```

نامزد – جایزه «ببر» (Tiger Award)
```
 • جشنواره بین‌المللی فیلم روتردام (IFFR)، هلند – ۲۰۱۱
```